# Dayton (Tennessee)
Dayton és una població dels Estats Units a l'estat de Tennessee. Segons el cens del 2000 tenia 6.180 habitants.

## Demografia
Segons el cens del 2000, Dayton tenia 6.180 habitants, 2.323 habitatges, i 1.558 famílies. La densitat de població era de 389,3 habitants/km².
Dels 2.323 habitatges en un 31,5% hi vivien nens de menys de 18 anys, en un 47,7% hi vivien parelles casades, en un 15,3% dones solteres, i en un 32,9% no eren unitats familiars. En el 29,2% dels habitatges hi vivien persones soles el 12,9% de les quals corresponia a persones de 65 anys o més que vivien soles. El nombre mitjà de persones vivint en cada habitatge era de 2,4 i el nombre mitjà de persones que vivien en cada família era de 2,95.
Per edats la població es repartia de la següent manera: un 23,5% tenia menys de 18 anys, un 16% entre 18 i 24, un 25,4% entre 25 i 44, un 20,8% de 45 a 60 i un 14,3% 65 anys o més.
L'edat mediana era de 34 anys. Per cada 100 dones de 18 o més anys hi havia 82,4 homes.
La renda mediana per habitatge era de 26.542 $ i la renda mediana per família de 33.149 $. Els homes tenien una renda mediana de 30.521 $ mentre que les dones 22.144 $. La renda per capita de la població era de 15.946 $. Entorn del 13,4% de les famílies i el 16,9% de la població estaven per davall del llindar de pobresa.

## Poblacions més properes
El següent diagrama mostra les poblacions més properes.